# Emoia lawesi
Espèce
Synonymes
- Mabouia lawesii Günther, 1874

Statut de conservation UICN

 EN B1ab(iii,v) : En danger
Emoia lawesi est une espèce de sauriens de la famille des Scincidae.

## Répartition
Cette espèce se rencontre à Niue, aux Samoa et aux Tonga.

## Étymologie
Cette espèce est nommée en l'honneur de William George Lawes (1839-1907).

## Publication originale
- Günther, 1874: A contribution to the Fauna of Savage Island. Proceedings of the Zoological Society of London, vol. 1874, p. 295-297 (texte intégral).